# Roodoorstruikgors
De roodoorstruikgors (Atlapetes rufigenis) is een zangvogel uit de familie Passerellidae (Amerikaanse gorzen).

## Verspreiding en leefgebied
Deze soort is endemisch in noordwestelijk Peru, met name in de regio's Cajamarca, La Libertad, Ancash en Huánuca.